# Челутай (3 км)
Челутай (рос. Челутай) — селище Заіграєвського району, Бурятії Росії. Входить до складу Сільського поселення Челутаєвське.
Населення — 682 особи (2015 рік).